# كينيث جينينغز (ملحن)
كينيث جينينغز (بالإنجليزية: Kenneth Jennings)‏ هو موزع وملحن أمريكي، ولد في 13 مايو 1925 في بريدجبورت في الولايات المتحدة، وتوفي في 20 أغسطس 2015 في نورثفيلد في الولايات المتحدة.

## وصلات خارجية
- كينيث جينينغز على موقع ميوزك برينز (الإنجليزية)